# زندیان
زندیان یا زندیه (۱۱۲۹–۱۱۷۴ ه‍.ش) دودمان ایرانی حاکم بر ایران بود، که پس از فروپاشی افشاری‌ها و تا برآمدن قاجارها به درازای ۴۵ سال در سرزمین ایران به جز بلوچستان و خراسان حکومت کردند.
این دودمان به سردمداری کریم‌خان زند در سال ۱۱۶۳ هجری قمری در ایران به قدرت رسید. او در آغاز یکی از فرماندهان سپاه نادرشاه افشار بود که پس از مرگ نادر با همراهانش بازگشت. او پادشاهی ظاهری را به شاه اسماعیل سوم سپرد و برای خود عنوان وکیل‌الرعایا را برگزید. وی که به‌طور موقت، شهر ملایر را پایتخت خود نمود، توانست بر تمام ایران مسلط شود و سپس شهر شیراز را پایتخت خود گردانید. ارگ کریم‌خان، بازار وکیل، حمام وکیل و مسجد وکیل در شهر شیراز از جمله بناهایی هستند که از دوران حکومت وی به یادگار مانده است.
کریم‌خان زند توانست پس از فروپاشی حکومت نادرشاه در قرن هجدهم، در ابتدا بر جنوب و مرکز ایران حکومت کرد. بعدها قلمروی حکمرانی اش را به سرعت گسترش داده و بخش اعظمی از سایر نقاط ایران معاصر به جز بلوچستانو خراسان را به دست آورد. سرزمین‌های امروزی ارمنستان، آذربایجان و گرجستان تحت کنترل خانات‌هایی بودند که به‌طور رسمی بخشی از قلمروی زندیان محسوب می‌شدند اما به‌طور بالفعل خودمختار بودند. همچنین برادر وی، صادق‌خان زند نیز موفق شد در سال ۱۱۸۹ ق. بصره را از امپراتوری عثمانی جدا کرده و به ایران پیوست نماید و از این طریق نفوذ ایران را بر سراسر اروندرود مسلم گرداند.
جزیره بحرین نیز در اختیار شیخ‌نشین خودمختار آل مذکور بوشهر بود که از طرف زندیان بر آنجا حکمرانی می‌کرد.

## ریشه
دانشنامه ایرانیکا زندها را ایرانی‌تبار و طایفه ای شبانی از شاخهٔ لک و در ادامه لکها را گروهی از «لرهای شمالی» می‌داند که در زاگرس داخلی و دشت همدان سکوت داشته‌اند. علیمراد خان زند ششمین حاکم زند، جد خود ایناق خان زند را لر می‌داند و در ادامه خود را لر توصیف می‌کند. دانشنامه بریتانیکا که به زندگی‌نامه کریم خان زند (سر سلسلهٔ این خاندان) پرداخته، کریم خان زند را حاکمی ایرانی از قبیله ای فروتن معرفی کرده اما مستقیماً به قومیت یا تعلق ایلیاتی زندیان اشاره ای نکرده است.
دودمان زند به رهبری کریمخان زند در سال ۱۱۶۳ هجری شمسی در ایران به قدرت رسیدند.
شرفنامه بدلیسی آورده که خوانین زند خود را از قوم لر معرفی می‌کردند.
دانشنامهٔ جهان اسلام زندها را از طوایف لک می‌داند که به گفتهٔ این منبع «شاخه ای از ایل لر» بوده‌اند.
ویلیام فرانکلین در کتاب «از بنگال به ایران» ایل زند را یکی از طوایف لک معرفی کرده است.
در کتاب «پیشینهٔ ایرانیان» تألیف عبدالعظیم رضایی زندیان از ایل لک و از طوایف لر معرفی شده‌اند. در کتاب «تهران به روایت تاریخ» اثر مسعود نوربخش از زندها به عنوان طایفه ای لک از ایل زند یاد شده است که در روستای دیه پری در ملایر به شغل گله داری اشتغال داشتند.
دائرةالمعارف شرح حال رجال ایران که به تاریخ زندگی رجال ایران در قرن‌های ۱۲، ۱۳ و ۱۴ هجری می‌پردازد، زندیه را شعبه ای از طایفهٔ لک می‌داند و به نقل از سر جان ملکم راجع به وجه تسمیه زند چنین می‌آورد: «برخی بر آنند که این طایفه را زند به جهت آن خواندند که زرتشت محافظت از کتاب زند اوستا را به ایشان محول کرده بود.»
در کتاب ایران نامک نوشته شده کریم خان زند معمولاً به زبان لری یا فارسی سخن می‌گفت.منابع بسیار دیگر نیز آمده که طایفه زند از قوم لر به‌شمار می‌آمدند که در میانه زاگرس و دشت‌های همدان به روش دامداری می‌زیستندکتاب «تاریخ مفصل اسلام» که بخشی از آن به تاریخ ایران پس از اسلام اختصاص یافته، با اشاره به نام کریم خان، طایفهٔ زند را شعبهٔ کوچکی از طایفهٔ لک می‌داند. بسیاری از منابع از زندها به عنوان ایلی از مردم لر یاد کرده‌اند.در برخی منابع، زند و لک جدا از هم ذکر شده‌اند. در کتاب «کریم خان زند نیکوترین زمامدار تاریخ ایران» تألیف پناهی سمنانی آمده که زندها به دلیل عدم شهرت به لک معروف شدند.
بسیاری از منابع، زندها را از مردم لک می‌دانند.
سلسلهٔ زندیه به دست کریم‌خان زند، رئیس طایفه زند بنیان نهاده‌شد. به عقیده برخی، از دوران حکومت آل بویه از قرن دهم میلادی به این سو خاندان زند نخستین خاندان ایرانی بود که بر ایران حکم‌رانی کرد.
طایفهٔ زند گروهی بودند با معیشت شبانی که در اراضی دامنهٔ زاگرس دهستان پری و کمازان در نزدیکی ملایر امروزی زندگی می‌کردند و به وسیله نادرشاه به خراسان کوچ اجباری شده و در دره گز اسکان داده شدند. در برخی منابع نیز زند و لک جدا از هم ذکر شده‌اند. در کتاب «کریم خان زند نیکوترین زمامدار تاریخ ایران» تألیف پناهی سمنانی آمده که زندها به دلیل عدم شهرت به لک معروف شدند. اگرچه در برخی از منابع آمده که زندها به دلیل عدم شهرت به لک معروف شدند. ولی به‌طور کلی همهٔ منابع کریم‌خان و جانشینان او را از طایفهٔ زند می‌دانند. برخی نیز معتقدند زندها ممکن است کرد باشند.

## تأسیس
پس از مرگ نادرشاه، کریم‌خان نیرویی جمع‌آوری کرده و با دو خان بختیاری به نام‌های ابوالفتح‌خان بختیاری و علی‌مردان‌خان چهارلنگ، ائتلافی را به وجود آورده و ابوتراب میرزا که از سوی مادری به دودمان صفوی منسوب بود را با نام شاه اسماعیل سوم به شاهی برگزیدند. در این اتحاد علی‌مردان خان، وکیل‌الدوله (نایب‌السلطنه) بود و ابوالفتح‌خان، حاکم اصفهان، کریم‌خان نیز فرماندهی سپاه را برعهده داشت. با گذشت زمان، علی‌مردان خان، ابوالفتح‌خان را کشته و بر دیگر همراهش کریم خان نیز شورید ولی سرانجام پیروزی با کریم‌خان بود.
کریم خان پس از شانزده سال مبارزه دایمی توانست بر تمامی حریفان خود از جمله محمدحسن‌خان قاجار و آزادخان افغان غلبه کند و سرزمین‌های مرکزی، شمالی، غربی و جنوبی ایران را در اختیار بگیرد. او به انگلیسی‌ها بدبین بود و معتقد بود که انگلیسی‌ها قصد دارند که ایران را نیز مانند هندوستان به یک سرزمین مستعمره تبدیل کنند. برادر وی، صادق خان، نیز موفق شد در سال ۱۱۸۹ ه‍.ق بصره را برای مدت کوتاهی از حکومت عثمانی جدا کند و به این ترتیب، نفوذ دولت ایران را بر سراسر اروندرود اعمال نماید.

## زندیان پس از کریم‌خان زند
پس از درگذشت کریم خان، جانشینان او به جان هم افتادند و با جنگ و نزاع‌های مستمر، زمینهٔ تقویت و کسب اقتدار آقامحمدخان و دودمان قاجار را فراهم آوردند. در سال ۱۲۰۹ هجری قمری لطفعلی‌خان آخرین فرمانروای زند، به دست آقامحمدخان کشته شد. آقامحمدخان با به دست آوردن شهر شیراز دست به کشتار کسانی که از دودمان زند بودند، زد، پسران لطفعلی‌خان را اخته نمود و دستور تجاوز جنسی به زن باردار و دختر لطفعلی‌خان زند و دیگر زنان این دودمان را داد و گروهی از افراد طایفهٔ زند نیز به اطراف متواری شدند تا دست آقامحمدخان به آنان نرسد. آقامحمدخان عده‌ای از وابستگان نزدیک این دودمان را با خود به تهران آورد و در قلعه‌ای قدیمی در یافت‌آباد امروزی زندانی نمود که در اواخر سلسله قاجار توانستند اراضی اطراف را به دست آورده و همان‌جا اقامت کنند و دیگر وابستگان این دودمان یا کشته شدند یا به عثمانی گریخته یا مهاجرت کردند تا جان زن و فرزندانشان در امان باشد. امروزه در استان‌های لرستان، کرمانشاه، کردستان، همدان، کهگیلویه و بویراحمد، فارس، کرمان و خراسان بازماندگان طایفه زند زندگی می‌کنند.
دستگاه دیوانی زند به رهبری حاج ابراهیم کلانتر که به لطفعلی‌خان خیانت کرده بود، به قاجارها پیوست و به جز تنی چند که به واپسین فرمانروای زند تا دم مرگ وفادار ماندند، دیگران رویهٔ ابراهیم خان را پیش گرفتند.
با وجود سقوط حکومت بخش اعظمی از لرهای غرب ایران در هواداری از خاندان زند در کشمکش با دولت قاجار بودند. از جمله این مخالفان قاجار اسدخان بختیاروند بود که در زمان فتحعلی‌شاه با حکومت به شرط منافع ملی ایران مصالحه کرد و یکی از فرماندهان ارتش قاجاری شد.

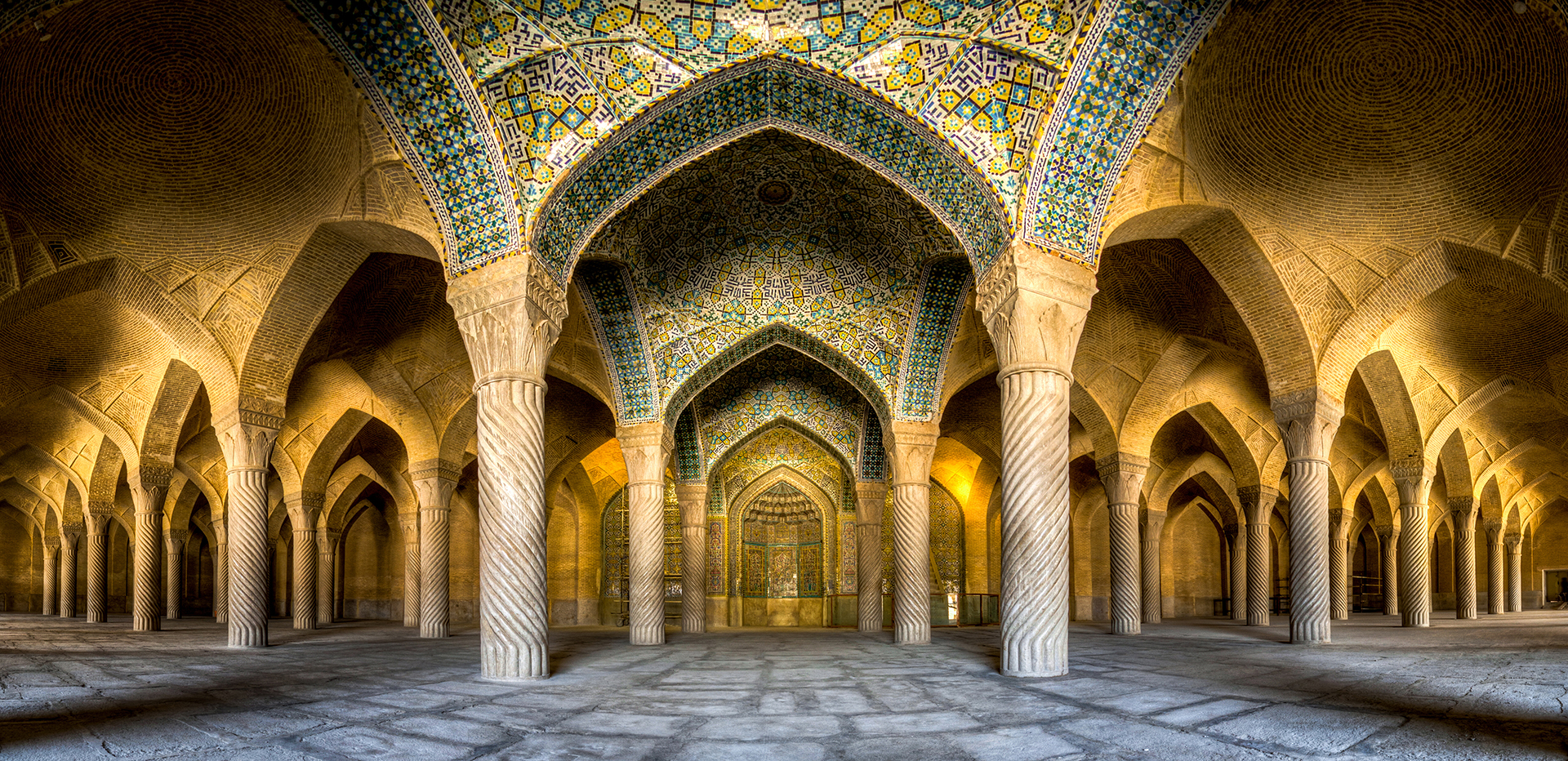
مسجد وکیل در شهر شیراز یادگار کریم‌خان زند

## فرمانروایان زند
فهرست خان‌های زندیه

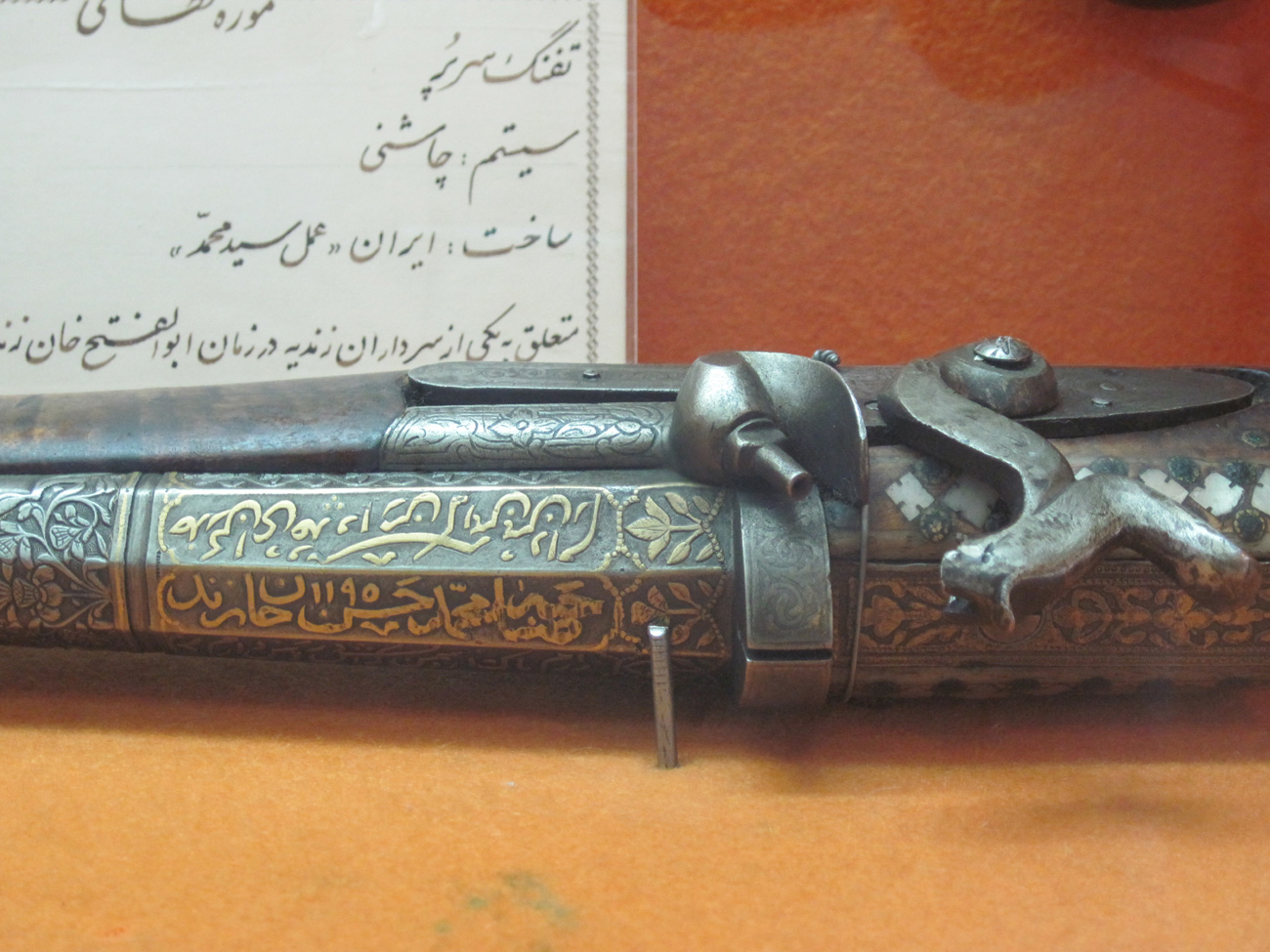
تفنگ یکی از خانات زند در دورهٔ ابوالفتح خان

- کریم‌خان زند: در ۱۱۶۳ ه‍.ق در اتحادی سه‌گانه که شاه اسماعیل سوم صفوی را به پادشاهی رساند، سپهسالار ایران شد. در ۱۱۶۴ ه‍.ق با شکست علیمردان خان بختیاری، برای مدت کوتاهی وکیل‌الدولهٔ شاه اسماعیل سوم شد ولی در سال بعد از محمدحسن خان قاجار شکست خورد و شاه اسماعیل سوم به محمدحسن خان پناه برد و ساکن اشرف شد و مقام وکالت به محمدحسن خان رسید. در ۱۱۷۱ ه‍.ق در حالی که بیشتر مناطق ایران را از دست داده بود در شیراز به محاصرهٔ محمدحسن خان درآمد ولی شیراز سقوط نکرد. یک سال بعد ورق برگشت و محمدحسن خان شکست خورد و کشته شد و شاه اسماعیل سوم دوباره نزد او بازگشت و کریم خان بار دیگر وکیل‌الدوله گردید. با مرگ شاه اسماعیل سوم در ۱۱۸۷ ه‍.ق کریم خان از به پادشاهی رساندن حیدر میرزا (فرزند شاه اسماعیل سوم) خودداری نمود و خود را وکیل الرعایا نامید.[۷۷][۷۸][ج]
- ابوالفتح‌خان زند (بار نخست، ۱۱۹۳ ه‍.ق): فرزند ارشد کریم خان که در آغاز توسط زکی‌خان زند (برادر مادری کریم خان) به فرمانروایی برگزیده شد، سپس زکی‌خان برادر کوچک‌تر ابوالفتح‌خان یعنی محمدعلی خان را شریک او در فرمانروایی کرد. با ظنین شدن زکی‌خان به او از فرمانروایی کنار گذاشته شد. در این دورهٔ کوتاه قدرت اصلی در دست زکی‌خان بود.[۷۹]
- محمدعلی‌خان زند (۱۱۹۳ ه‍.ق): برادر کوچک‌تر ابوالفتح‌خان، که نخست شریک فرمانروایی ابوالفتح‌خان شد و سپس با برکناری برادر، یگانه فرمانروای زند گردید. در این دورهٔ کوتاه قدرت اصلی در دست زکی خان بود.[۷۹]
- ابوالفتح‌خان زند (بار دوم، ۲۸ جمادی‌الاول ۱۱۹۳–یکشنبه ۹ شعبان ۱۱۹۳ ه‍.ق): با کشته شدن زکی‌خان بار دیگر به فرمانروایی رسید ولی پس از مدت کوتاهی توسط صادق‌خان زند (برادر تنی کریم خان) برکنار شد.
- صادق‌خان زند (یکشنبه ۹ شعبان ۱۱۹۳–۱۸ ربیع‌الاول ۱۱۹۶ ه‍.ق): پس از محاصرهٔ نافرجام شیراز، به کرمان رفت و آن جا را تصرف کرد. با ترور زکی‌خان خود را به شیراز رساند و مدت کوتاهی فرمانروایی ابوالفتح‌خان را پذیرفت ولی اندکی بعد او را برکنار کرد و خود قدرت را به دست گرفت. سرانجام از علیمرادخان زند شکست خورد و به قتل رسید و به روایتی خودکشی کرد.

### پایتخت شدن اصفهان
- علیمرادخان زند (۱۸ ربیع‌الاول ۱۱۹۶–اول ربیع‌الثانی ۱۱۹۹ ه‍.ق): وی خواهرزادهٔ زکی‌خان و کریمخان بود. او در آغاز بر اصفهان فرمان می‌راند و توانست بسیاری از رقیبان را کنار بزند و بر پایتخت زندیان یعنی شیراز دست یابد. او اصفهان را پایتخت کرد و صیدمرادخان زند را والی شیراز نمود. او یگانه جانشین کریم خان بود که به مرگ طبیعی از قدرت کنار رفت. آقامحمدخان قاجار توان فرماندهی او را می‌ستود. با این حال او به روسیه پیشنهاد کرد سرزمین‌های آن سوی ارس را به آن دولت واگذارد و در برابر فرمانروایی او از سوی روسیه به رسمیت شناخته شود و پشتیبانی گردد. او بر اثر بیماری استسقا درگذشت[۸۰]

### پایتخت شدن دوبارهٔ شیراز
- جعفرخان زند (ربیع‌الثانی ۱۱۹۹–پنجشنبه ۲۵ ربیع‌الثانی ۱۲۰۳ ه‍.ق): پسر صادق‌خان و برادر مادری علیمرادخان زند بود و به همین سبب برخلاف پدر و دیگر برادرانش توسط علیمرادخان کشته نشد. پس از مرگ علیمرادخان، توانست باقر خان خراسگانی حاکم طغیان‌گر اصفهان و گماشتهٔ پیشین علیمرادخان را شکست داده، بر اصفهان مسلط شود. نخست شیخ ویس خان زند فرزند علیمرادخان را با وعدهٔ سپردن فرمانروایی و جانشینی پدرش به اصفهان کشاند و سپس او را دستگیر و کور کرد و خود اعلام فرمانروایی نمود. در زمان او اصفهان چند بار میان زندیان و قاجارها دست به دست شد و او بار دیگر شیراز را پایتخت زندیان گردانید. پس از ۴ سال فرمانروایی عده‌ای از مخالفانش از جمله صیدمرادخان زند؛ عموزادهٔ علیمرادخان؛ شبانه بر سرش ریختند و او را کشتند و سرش را از دیوار ارگ شیراز به زیر انداختند. آرامگاه او در حرم شاهچراغ قراردارد.
- صیدمرادخان زند (پنجشنبه ۲۵ ربیع‌الثانی ۱۲۰۳–۱۴ شعبان ۱۲۰۳ ه‍.ق): او از بزرگان زند بود که پس از ترور جعفر خان کمتر از چهار ماه در شیراز فرمان راند.

### پایتخت شدن کرمان
- لطفعلی‌خان زند (شعبان ۱۲۰۳–چهارشنبه ۵ ربیع‌الثانی ۱۲۰۹ ه‍.ق): پسر جعفرخان و واپسین فرمانروای زند. در آغاز بر شیراز و آن گاه در کرمان - خوار و طبس با آقامحمدخان قاجار به نبرد پرداخت و ارگ بم را تسخیر کرد و تا مدتی کرمان را پایتخت زندیان قرار داد. آقامحمدخان قاجار به دفع او لشکر به کرمان آورد و آن جا را برای چهار ماه محاصره کرد؛ ولی سرانجام بر اثر خیانت لشکریانش که از طول محاصره ملول شده بودند؛ از پا درآمد. لطفعلی خان پس از کور شدن و شکنجهٔ بسیار به تهران انتقال داده و در ۱۲۰۹ ه‍.ق توسط میرزا محمدخان دولو قاجار کشته شد. آرامگاه وی در امامزاده زید؛ واقع در بازار کفاش‌ها در بازار تهران می‌باشد.

### فهرست
| # | نام             | سلطنت (قمری) | سلطنت (قمری) | سلطنت (قمری)  | زندگی (قمری) | زندگی (قمری) | زندگی (قمری) | خویشاوندی                                                                          |
| # | نام             | از           | تا           | مدت           | ولادت        | وفات         | مدت          | خویشاوندی                                                                          |
| - | --------------- | ------------ | ------------ | ------------- | ------------ | ------------ | ------------ | ---------------------------------------------------------------------------------- |
| ۱ | کریم‌خان زند     | ۱۱۶۳         | ۱۱۹۳         | ۳۰ سال        | ۱۱۱۹         | ۱۱۹۳         | ۷۴ سال       | بنیان‌گذار                                                                          |
| ۲ | ابوالفتح‌خان زند | ۱۱۹۳         | ۱۱۹۳         | ۳ ماه         | ۱۱۶۹         | ۱۲۰۲         | ۳۳ سال       | پسر کریم‌خان (قدرت اصلی در دست زکی‌خان زند بود)                                      |
| ۳ | محمدعلی‌خان زند  | ۱۱۹۳         | ۱۱۹۳         | ۳ ماه         | ۱۱۷۴         | ۱۱۹۳         | ۱۹ سال       | پسر کریم‌خان (قدرت اصلی در دست زکی‌خان زند بود)                                      |
| ۴ | ابوالفتح‌خان زند | ۱۱۹۳         | ۱۱۹۳         | ۳ ماه         | ۱۱۶۹         | ۱۲۰۲         | ۳۳ سال       | پسر کریم‌خان                                                                        |
| ۵ | صادق‌خان زند     | ۱۱۹۳         | ۱۱۹۶         | ۲ سال و ۵ ماه | ...          | ۱۱۹۶         | ...          | برادر تنی کریم‌خان                                                                  |
| ۶ | علی‌مرادخان زند  | ۱۱۹۶         | ۱۱۹۹         | ۳ سال         | ۱۱۵۴         | ۱۱۹۹         | ۴۵ سال       | خواهرزادهٔ زکی‌خان / خواهرناتنی‌زادهٔ کریم‌خان / خواهرناتنی‌زادهٔ صادق‌خان / داماد کریم‌خان |
| ۷ | جعفرخان زند     | ۱۱۹۹         | ۱۲۰۳         | ۴ سال         | ...          | ۱۲۰۳         | ...          | پسر صادق‌خان                                                                        |
| ۸ | صیدمرادخان زند  | ۱۲۰۳         | ۱۲۰۳         | ۴ ماه         | ...          | ۱۲۰۳         | ...          | پسرعموی علی‌مرادخان                                                                 |
| ۹ | لطف‌علی‌خان زند   | ۱۲۰۳         | ۱۲۰۹         | ۶ سال         | ۱۱۸۳         | ۱۲۰۹         | ۲۶ سال       | پسر جعفرخان زند                                                                    |

## رابطه با دیگر کشورها
زندیان با انگلستان دارای پیوندهای بازرگانی بودند و برخی سران این دودمان همچون واپسین شاهشان لطفعلی‌خان برخوردهای نزدیک و دوستانه‌ای با نمایندگان این کشور داشتند. هرچند برخورد کریم خان با انگلیسی‌ها در تاریخ پُرآوازه است؛ وی چینی‌های پیشکشی انگلیسی‌ها را در پیش رویشان شکست و ظرف‌های مسی ایرانی را به زمین زد و گفت که می‌بینید مال ما بهتر است و نیازی به ظرف‌های شما نداریم؛ ولی می‌نماید این از عاقبت اندیشی بنیان‌گذار این دودمان بوده باشد چه که هندوستان به تازگی به استعمار انگلیسی‌ها درآمده بود؛ ولی با این همه وی به شرکت انگلیسی هند شرقی پروانه زدن تجارتخانه در بوشهر را داد و تسهیلاتی بدیشان بخشید. انگلیسی‌ها پارچه‌های پشمی به ایران می‌آوردند و در برابر کریم خان ایشان را از حق گمرک معاف نمود؛ ولی بازرگانان انگلیسی حق بیرون بردن طلا و نقره را از ایران نداشتند و ناچار بودند برای بهای کالاهای خویش کالاهای ایرانی خریداری کنند.
فتح بصره در سال ۱۷۷۵ نیز از سوی کریم خان برای از رونق انداختن بازرگانی عثمانی و رونق بخشیدن به بندرهای ایران بود چه که پنج سال پیش از آن بازرگانان انگلیسی تجارتخانه خویش را در بوشهر بسته و در بصره برپا نموده بودند و با چیرگی بر بصره آن‌ها چاره‌ای نداشتند جز اینکه شرط‌های ایران را در راه بازرگانی بپذیرند.
هلند نیز در آن زمان هماورد بازرگانی انگلستان بود، این کشور در این زمان جزیره خارگ را اشغال کرد و آن را محور بازرگانی خویش با ایران و عثمانی قرار داد ولی دیری نگذشت که در سال ۱۷۷۶ راهزنی به نام میرمهنا ظاهراً به اشاره زندیان خارک را گرفت و هلندی‌ها را بیرون راند.
همچنین روسیه نیز پیوندهای بازرگانی گسترده‌ای در این روزگار با زندیان داشته‌اند.
در نیمه دوم سده هجدهم اروپاییان حرکت‌های استعماری خویش را در شرق آغاز کرده بودند و کریم خان از این جنبش اینان هشیار بوده و به پیروانش نیز هشدار می‌داده است.

## وضع مردمی در دوره زندیان

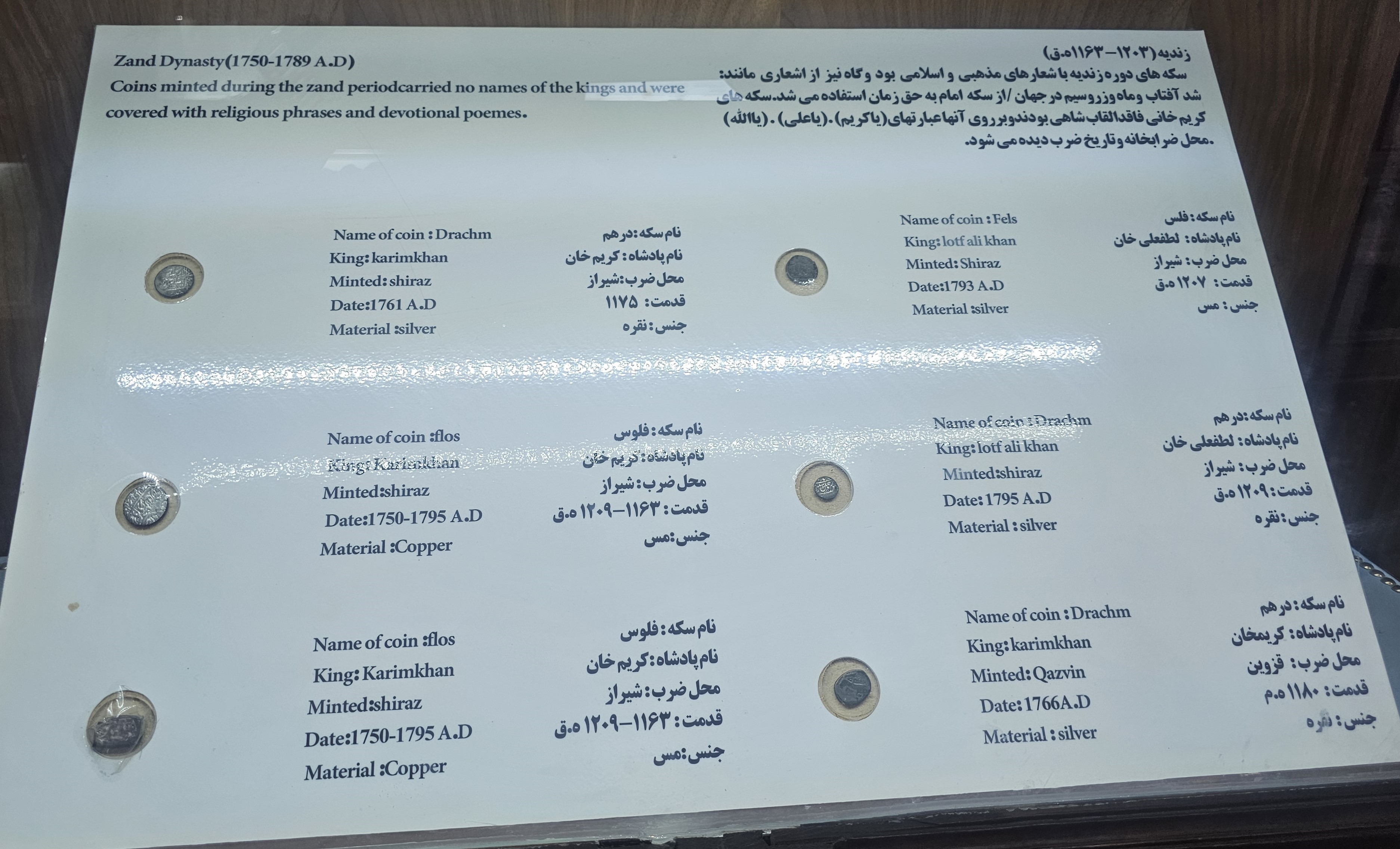
سکه‌های دوره زندیه (موزه نارنجستان قوام)

دوره زند به دو بخش شهریاری کریم خان و دوره پس ازآن بخش پذیر است.

### وضعیت مردم در زمان پادشاهی کریم‌خان
او که مرد ساده‌زیست بود به تجملات و انباشتن دارایی کششی نداشت و بیشتر سرمایه کشور را به مصرف نیازهای درونی کشور می‌رساند. او دوست داشت مردم در آرامش و آسایش و شادی زندگی بکنند و در راه این آرزوی خویش می‌کوشید. او که انسانی بی‌آلایش بود در توده مردم حاضر می‌شد و از روزگار آنان آگاه می‌شد و گاه در انجام کارهای پست نیز بدان‌ها یاری می‌رساند. از مهربانی و بخشش او داستان‌ها گفته شده است.
بزرگ‌ترین همه‌گیری طاعون که به مرگ حدود ۲ میلیون نفر از جمعیت ایران انجامید در دوره حکومت کریم خان زند (۱۱۵۱–۱۱۵۲ هجری شمسی) اتفاق افتاد.

### وضعیت مردم پس از پادشاهی کریم‌خان
با مرگ کریم خان اوضاع کشور باز به هم ریخت و نبرد بر سر قدرت بازماندگان زند فشار بسیاری به مردم آورد. حتی در برافتادن این خاندان مردمان بسیاری قربانی قاجارهایی شدند که فرمانروایی را از زندیان ربوده بودند، برای نمونه بلایی که بر سر مردم کرمان آمد را می‌توان نمونه آورد.

## پرچم‌های زندیان

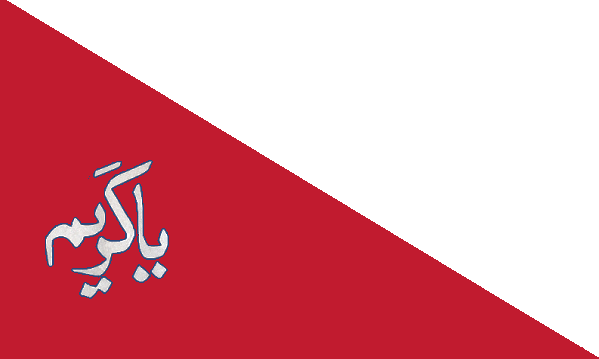
پرچم زندیان،دوره کریم خان زند
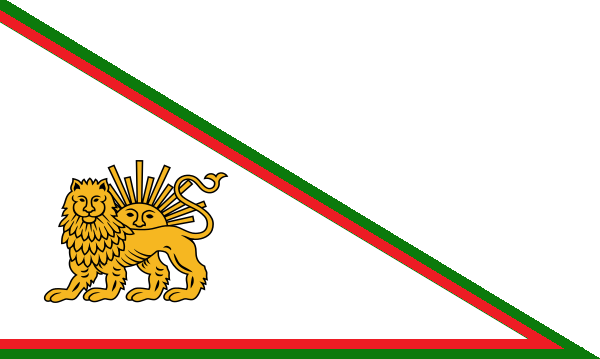
پرچم سلطنتی دوره زندیان
پرچم دولتی زندیان

## یادداشت
1. ↑  طبق گفته دکتر کاوه فرخ http://iranpoliticsclub.net/photos/U19-Zand/index.htm
2. ↑  از ۱۱۷۲ تا ۱۱۷۶ ه‍.ق تهران پایتخت کریم‌خان بود ولی سپس دوباره شیراز به پایتختی برگزیده شد. (لغت‌نامهٔ دهخدا، مدخل «طهران»)
3. ↑  در زمان حکومت علیمراد خان زند
4. ↑  در اواخر حکومت لطفعلی خان زند
5. ↑  شعائر مذهبی روی سکه‌های زندیه از یک سو بیانگر تضاد آشکار سیاست مذهبی حاکمان زندی با تفکر مذهبی نادرشاه و از سوی دیگر تأیید این واقعیت است که سال‌ها پس از سقوط دولت صفوی همچنان محبوبیت فزاینده آن‌ها در جامعه ایرانی زندیه با نقر شعار شیعی ادامه داشت. درنتیجه، شعائر روی سکه‌های دوره زندیه در عین آن‌که پیوندی شفاف با سنت‌های شیعی صفوی در بازتاب و تداوم آن دارد، زبانی رسا برای معرفی گفتمان موعودگرایی و منجی‌گرایی دوره زندیه است که در قالب ترویج‌اندیشه شیعه برای برون‌رفت از دوره ناامنی و ستم‌ورزی صورت می‌گرفت؛ وضعیتی که پس از سقوط صفویه تا استقرار کریم‌خان در جامعه ایران رخ داده بود.[۶]
6. ↑  در متن مقالهٔ «بحران مشروعیت صفویان و مسئلهٔ پادشاهی اسماعیل سوم» تاریخ شکست علی‌مردان خان چهارلنگ بختیاری (وکیل‌الدولهٔ شاه اسماعیل سوم) از کریم خان زند ۱۱۶۵ ه‍.ق آمده است؛ ولی در فرمانی از شاه اسماعیل سوم به تاریخ شعبان ۱۱۶۴ ه‍.ق از کریم خان به صورت «وکیل‌الدوله محمدکریم خان زند» یاد شده است. این نشان می‌دهد که تاریخ شکست علی‌مردان خان و برکناری‌اش از مقام وکالت شاه اسماعیل سوم پیش از شعبان ۱۱۶۴ ه‍.ق بوده است.